# ГЕС Xiàmǎlǐng
ГЕС Xiàmǎlǐng (下马岭水电站) — гідроелектростанція на північному заході Китаю в провінції Сіньцзян. Знаходячись між ГЕС Guāntīng (30 МВт, вище по течії) та ГЕС Xiàwěidiān (30 МВт), входить до складу каскаду на річці Yongding, яка протікає через південну частину пекінської агломерації та впадає до Бохайської затоки на північній околиці Тяньцзіня.
В межах проекту річку перекрили бетонною гравітаційною греблею висотою 33 метра та довжиною 135 метрів. Вона утримує водосховище з об’ємом 14,3 млн м3 та припустимим коливанням рівня поверхні у операційному режимі між позначками 346,5 та 349 метрів НРМ.
Зі сховища через лівобережний гірський масив прокладено дериваційний тунель довжиною 7,6 км. Він транспортує ресурс для двох турбін потужністю по 65 МВт, які використовують напір від 90 до 100 метрів та забезпечують виробництво 222 млн кВт-год електроенергії на рік.